# Amoklauf an der Westside Middle School
Der Amoklauf an der Westside Middle School ereignete sich am 24. März 1998 nahe Jonesboro, Craighead County, im US-Bundesstaat Arkansas. Bei dem Amoklauf erschossen der zum Tatzeitpunkt 13 Jahre alte Mitchell Johnson und der damals 11-jährige Andrew Golden vier Schülerinnen sowie eine Lehrerin. Weitere zehn Menschen wurden zum Teil schwer verletzt. Die beiden Täter wurden zu mehrjährigen Jugendstrafen verurteilt und an ihrem jeweiligen 21. Geburtstag aus der Haft entlassen. Golden starb im Jahr 2019 bei einem Verkehrsunfall. Johnson ist seither der einzige lebende Schulamokläufer der Vereinigten Staaten, der sich nicht in Haft befindet.

## Tathergang
Am Morgen des 24. März 1998 fuhr der 13-jährige Mitchell Johnson mit dem Van seines Stiefvaters zu seinem 11 Jahre alten Freund Andrew Golden, dessen Eltern bereits bei der Arbeit waren. Sie bepackten den Wagen mit Lebensmitteln sowie Kleidung und entwendeten aus Goldens Elternhaus sowie dem Haushalt seines Großvaters insgesamt elf Schusswaffen und hunderte Patronen. Anschließend fuhren sie zu ihrer Schule, der Westside Middle School in der Nähe von Jonesboro, Arkansas. Gegen Ende der Mittagspause betrat Golden das Schulgebäude, löste den Feueralarm aus und eilte zurück nach draußen, wo er und Johnson sich in einem Gebüsch auf die Lauer legten. Als die Schüler wegen des Feueralarms das Gebäude verließen, eröffneten Johnson und Golden das Feuer. Ihre Schüsse töteten die Schülerinnen Paige Herring (12 Jahre alt), Stephanie Johnson (12 Jahre alt), Brittney Varner (11 Jahre alt), Natalie Brooks (11 Jahre alt) sowie die Lehrerin Shannon Wright und verletzten zehn weitere Menschen zum Teil schwer.  Als Johnson und Golden mit ihrem Van die Flucht antreten wollten, wurden sie von der Polizei aufgehalten und verhaftet.

## Tathintergründe
Mitchell Scott Johnson wurde am 11. August 1984 geboren, stammte ursprünglich aus Minnesota und wuchs mit einem jüngeren Bruder in schwierigen Familienverhältnissen auf. Sein Vater war Alkoholiker und Mitchell gegenüber gewalttätig. Ab seinem achten Lebensjahr wurde Mitchell mehrere Jahre lang von einem älteren Jungen vergewaltigt. Seine Eltern ließen sich scheiden, als Mitchell zehn Jahre alt war. Nach der Scheidung lebten er und sein Bruder bei der Mutter, die mit ihnen nach Arkansas zog und erneut heiratete. Zu seinem Stiefvater pflegte Mitchell ein gutes Verhältnis und in seiner neuen Heimat baute er sich rasch einen Freundeskreis auf. Er galt als guter Schüler, der in der Football-, Baseball- und Basketballmannschaft seiner Schule mitspielte, zur Kirche ging, im Chor sang und viele Dates mit Mitschülerinnen hatte. In den Sommerferien besuchte er seinen leiblichen Vater in Minnesota, wo Mitchell im Sommer 1997 ein zweijähriges Mädchen sexuell missbrauchte. Im selben Zeitraum äußerte er gegenüber einem Freund suizidale Absichten, der Freund konnte ihn jedoch davon abhalten, sich etwas anzutun. Im Frühjahr 1998 wurde Johnson aus dem Basketballteam ausgeschlossen, weil er sich seine Initialen in die Schulter geritzt hatte. Trotz dieses Vorfalls beschrieben Johnsons Lehrer ihn generell als höflichen, wohlerzogenen Jungen, bei dem sie keine besorgniserregenden Verhaltensweisen wahrgenommen hätten. Während seiner Schulzeit war er jedoch dreimal wegen geringfügiger Vergehen vom Unterricht ausgeschlossen worden, wobei die erste Suspendierung zwei Jahre vor der Tat von der bei dem Amoklauf getöteten Lehrerin Shannon Wright angeordnet worden war. Kurz vor der Tat trennte sich seine Freundin von ihm, die bei dem Amoklauf verletzt wurde. Auch zwei andere Mädchen, die bei der Tat verletzt wurden, hatten Johnson abgewiesen. Laut mehreren Mitschülern habe Johnson vor dem Amoklauf geäußert, dass er „alles satt“ habe und sich an allen Mädchen rächen werde, die mit ihm Schluss gemacht hätten. Johnson bestritt bei einer Anhörung im Jahr 2007, im Vorfeld der Tat Racheabsichten geäußert zu haben, und dass Wright und seine Ex-Freundin gezielt als Opfer ausgewählt worden seien. Johnson sagte zudem, dass Golden derjenige gewesen sei, der die Idee zur Tat gehabt habe.
Andrew Douglas Golden kam am 25. Mai 1986 zur Welt und war schon als Kind an den Umgang mit Waffen gewöhnt. Sein Großvater ging zur Jagd und seine Eltern waren begeisterte Hobby-Schützen. An seinem sechsten Geburtstag bekam Golden sein erstes Gewehr geschenkt und zum Tatzeitpunkt war er bereits ein geübter Schütze. In der Schule galt er als Klassenclown und „Waffennarr“.  In Gegenwart seiner Eltern verhielt er sich unauffällig, Bekannte beschrieben ihn hingegen als gemeinen, feindseligen und aggressiven Jungen, der andere Kinder bedrohte und schlug sowie Tiere quälte. 
Der Psychologe und Autor Peter Langman hält es für wahrscheinlich, dass Golden ein Psychopath war und vergleicht die Dynamik zwischen ihm und Johnson mit der zwischen Eric Harris und Dylan Klebold, den Tätern des Amoklaufs an der Columbine High School. Bei beiden Täterduos sei der eine Amokläufer ein Psychopath und der Anführer (Golden/Harris) und der andere ein psychotischer bzw. traumatisierter Mitläufer (Johnson/Klebold) gewesen.

## Strafverfahren und Inhaftierung
Johnson und Golden wurden wegen fünffachen Mordes und schwerer Körperverletzung in zehn Fällen angeklagt. Während Johnson sich schuldig bekannte, plädierte Goldens Verteidiger auf „nicht schuldig“ aufgrund von Unzurechnungsfähigkeit seines Mandanten. Am 11. August 1998 befand das Gericht beide Jungen für schuldig und verurteilte sie jeweils zu einer mehrjährigen Jugendstrafe. Da Johnson und Golden zum Tatzeitpunkt jünger als 14 Jahre waren, mussten sie nach dem Recht des US-Bundesstaates Arkansas spätestens mit Vollendung des 21. Lebensjahres aus der Haft entlassen werden. Johnson verbrachte sieben Jahre in Haft und wurde 2005 entlassen. Golden war zehn Jahre inhaftiert und kam 2007 frei. Ihre Strafakten wurden versiegelt.

## Nachwirkungen
Golden starb im Juli 2019 bei einem Verkehrsunfall. Seitdem ist Johnson der einzige lebende Schulamokläufer der Vereinigten Staaten, der sich nicht in Haft befindet.